# R297 (route russe)
La route fédérale R-297 « Amour » (en russe : Федера́льная автомоби́льная доро́га Р297 «Аму́р», Federalnaya avtomobilnaya doroga «Amour») appelée aussi « route de l'Amour » (par référence au fleuve qu'elle longe en partie), est une route fédérale située dans l'Extrême-Orient russe qui relie les villes de Tchita et de Khabarovsk à la frontière avec la Chine. Elle constitue un des maillons de l'unique route bituminée reliant Vladivostok sur l'océan Pacifique à Moscou en connectant les routes menant aux principales agglomérations de Sibérie, ainsi qu'à de nombreux lieux d'extraction de ressources. Elle traverse des zones inhospitalières et dépeuplées, avec un niveau de vie faible. Elle a été construite afin de connecter ses régions et d'en améliorer le niveau de vie.

## Histoire
Alors que le Transsibérien relie depuis 1905 Moscou au Pacifique, il est décidé au début du XXe siècle sous l'Empire russe la construction d'une route, alors appelée la Route de Sibérie ou l'« ancienne voie de Moscou ». Mais la révolution de 1917 empêche la réalisation de la route jusqu'à Vladivostok.
L'histoire de la route commence vraiment en 1966, lorsque le conseil des ministres de l'URSS approuve et décrète la construction de la route de Tchita à Khabarovsk. Dans le plan, 2 165 kilomètres à construire à travers des zones de pergélisol et des zones montagneuses. 12 ans plus tard, l'étude de faisabilité est achevée alors que la route commence à être construite de manière discontinue. 827 kilomètres de routes entre Tchita et Ierofeï Pavlovitch sont alors en construction, et les sections ouvertes sont souvent dans un état quasi impraticable.
Après la chute de l'URSS, ce projet de route était devenu une construction à long terme, sans date d'ouverture. Au milieu des années 1990, 605 kilomètres avaient été construits, principalement autour des zones peuplées des grandes villes : Khabarovsk, Blagovechtchensk et Tchita. Il était aussi alors possible de rouler entre Tchita et Khabarovsk l'hiver sur des pistes, avec un temps de trajet de 5 jours.
Le 24 mai 1995, la construction est accélérée avec un nouveau décret, prévoyant que 525 kilomètres seront construits rapidement. Mais c'est un échec, jusqu'en 2000, c'est entre 20 et 30 kilomètres qui sont mis chaque année en service. Il faudrait alors plus de 30 ans pour réaliser l'itinéraire.
Avec l'accession de Poutine au pouvoir, la construction s'accélère et des fonds importants sont attribués à Rosavtodor, l'Agence fédérale des routes. Pour Poutine, la route résoudra les tarifs de transports alors élevés et accroîtra les échanges. La construction de la route est alors séparée en deux étapes. Tout d'abord, construire une piste praticable toute l'année, puis construire une route asphaltée. Selon les plans, 2002 et 2003, la construction se concentre sur la première étape et cherche à séparer l'itinéraire des voies locales, avec 495 km à mettre en service. Les 3 années suivantes, la première phase doit être achevée et la seconde doit commencer. Enfin, entre 2007 et 2008, la route doit être mise en service.
En 2001, 78 kilomètres ont été ouverts et l'année suivante, 120 kilomètres. Le bouchon de Zilov a commencé à se rétrécir, et il y avait déjà 500 à 700 voitures par jour sur certaines portions de l'itinéraire. En 2003, 351 kilomètres sont ouverts et en 2004, la route est composée de 617 km en bitume, 685 km de piste et 274 km en construction, praticables uniquement l'hiver. Les trois ans suivants, ce sont 518 km qui sont ouverts, avec de nombreux ponts. En 2008, la route de l'Amour était la plus grande construction en Russie, avec 320 km pour un total de 560 km ouverts de route dans toute la Russie.
En 2009, alors que le projet était en retard, une cérémonie d'ouverture a eu lieu pour une partie achevée dans le kraï de Transbaïkalie. Et l'année suivante, alors que la saison reprenait, il restait alors 572 kilomètres à mettre en service complètement.

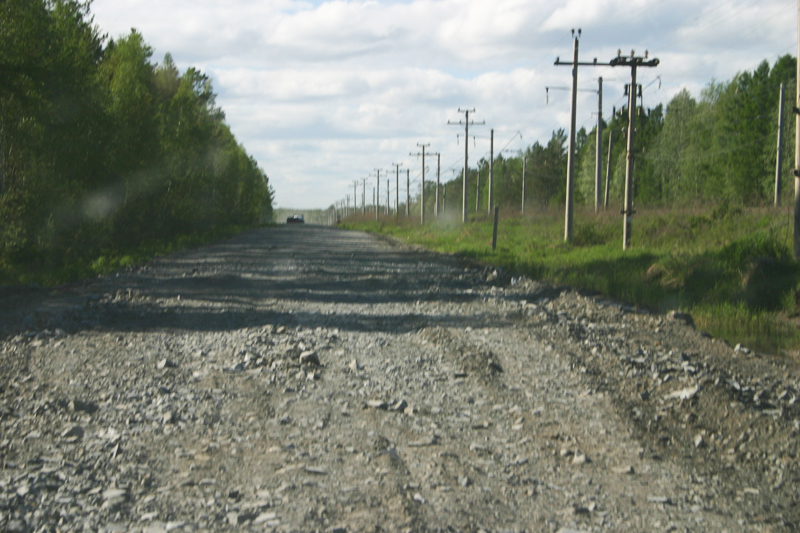
Une section de la route en 2010 avant rénovation.

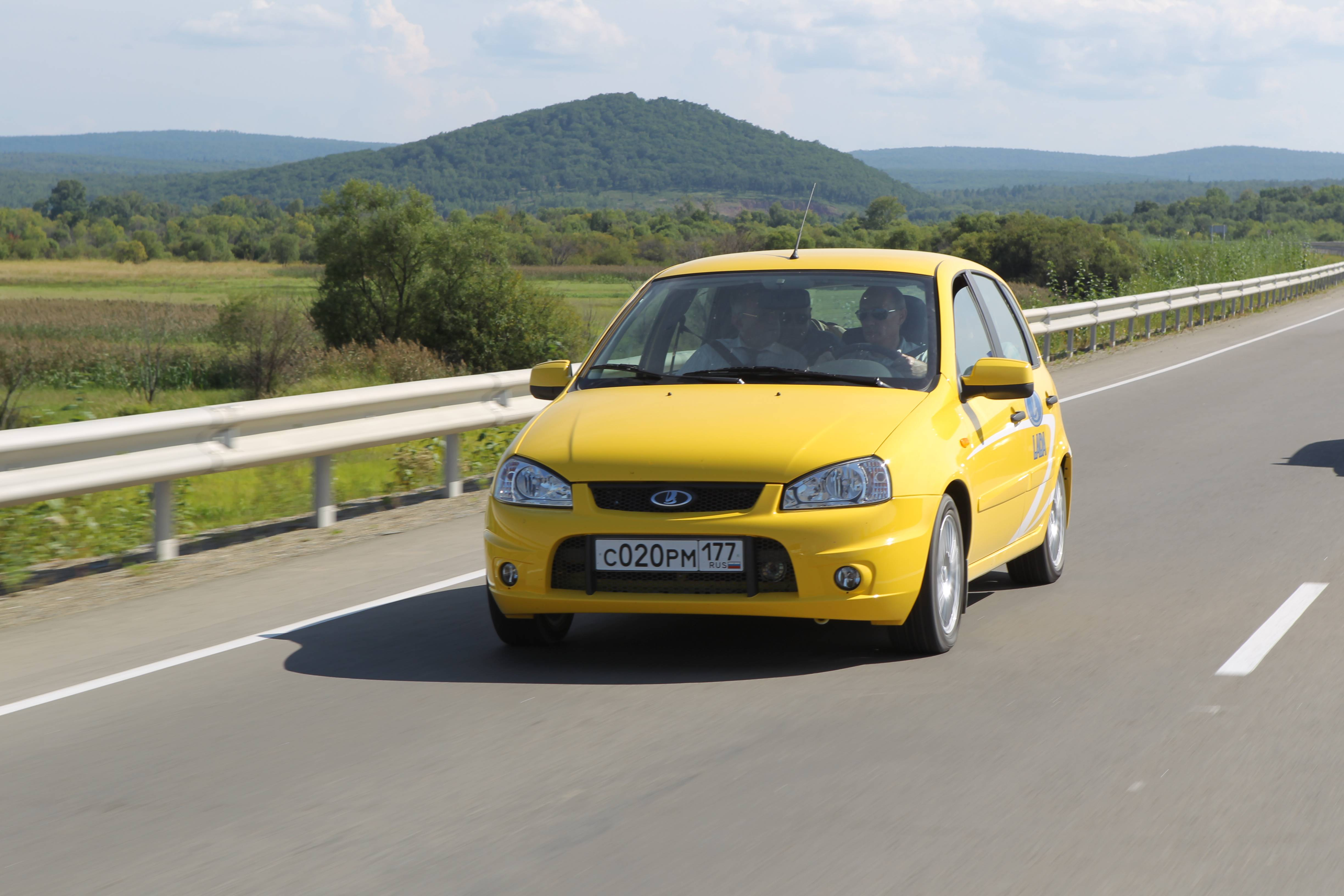
Poutine conduisant sur une section bientôt inaugurée en août 2010 dans l'oblast de l'Amour.

Lors de l'inauguration de la route le 24 septembre 2010, ce sont plus de 2000 kilomètres, dont 1770 ponts, qui étaient sortis de terre entre Tchita et Khabarovsk.
En 2011, le numéro de la route est changé, passant de Magistrale 58 (ou ) à R297.
En 2021, la construction d'un contournement autoroutier payant de la ville a été achevée, reliant les routes fédérales arrivant à Khabarovsk entre elles. Ces routes sont la R297 en direction de Tchita ; l'A375 vers le centre-sud du kraï qui se connecte à l'A376 vers Vanino et Komsomolsk-sur-l'Amour ; et l'A370 vers Vladivostok,,.

## Description
La route est composée de 1770 ponts, la largeur de la chaussée est de 7 mètres, avec une  plate-forme de 12 mètres, soit l'équivalent d'une route nationale. Il y a quelques tronçons de dépassement. La route a été conçue pour recevoir 3 000 véhicules par jour avec une vitesse 100 kilomètres par heure. La longueur de la route est de 2097 kilomètres. Elle est totalement asphaltée depuis 2014.
La route subit de nombreuses déformations à cause de la géologie, la fonte printanière et du trafic de poids lourds. L'éclairage existe ponctuellement, mais il devrait à terme être installé sur toute la longueur du parcours.

La route en Transbaïkalie comporte à la fois la section la plus empruntée, entre 6000 et 7000 voitures par jour autour de Tchita, et possède aussi la partie la moins dangereuse ; les 400 premiers kilomètres de la route. Des aires de repos et de service existent à de nombreux endroits sur la route.

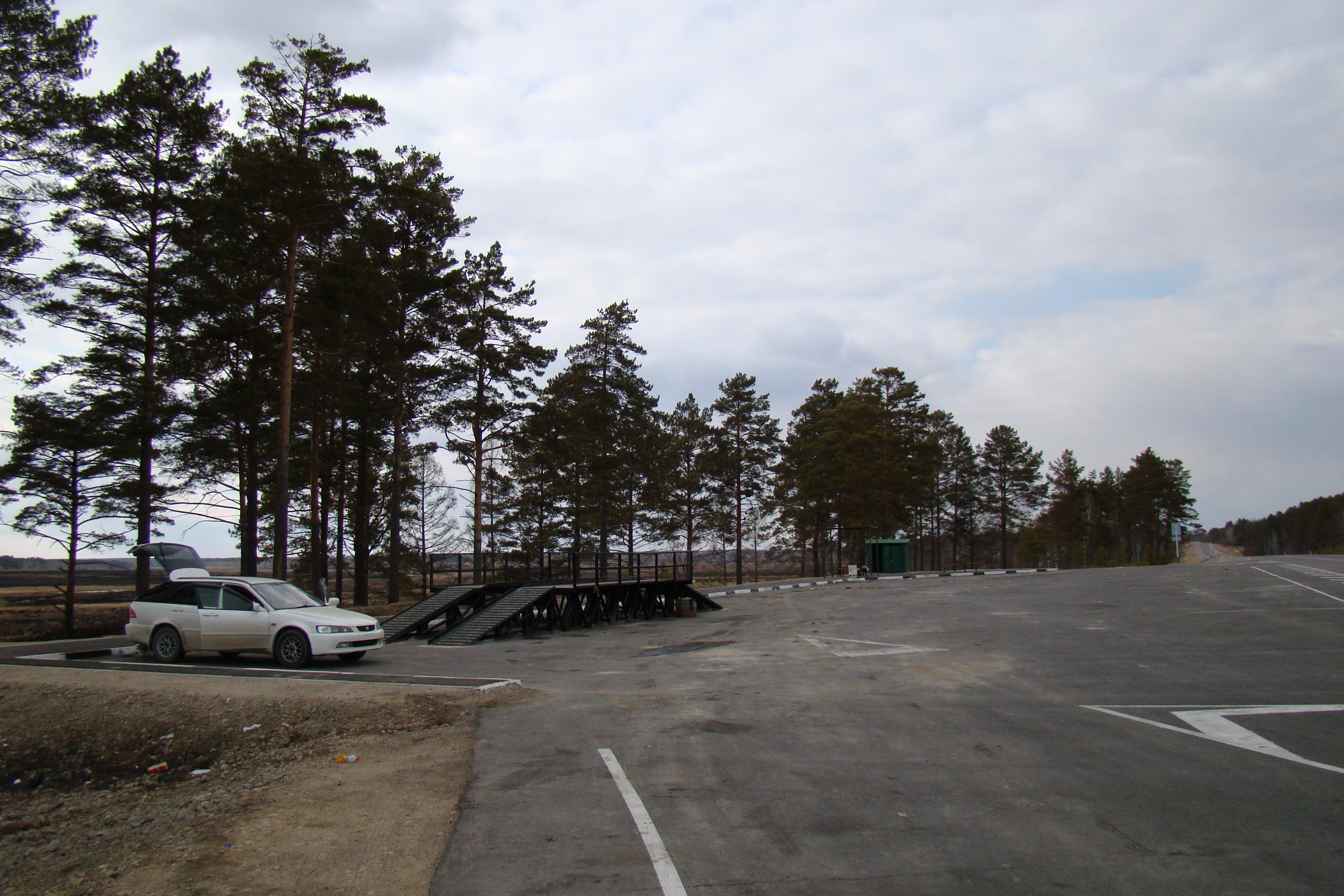
Une aire de repos dans le raïon Serychevsky.

La région traverse des étendues sauvages, des plaines comme dans l'Amour et des zones montagneuses (surtout les montagnes de Transbaïkalie). Le climat varie ainsi selon les zones, de subarctique, continental humide ou bien encore tempéré. L'amplitude des températures est importante, de -40 en hiver à +40 en été selon les lieux.

## Itinéraire

### Kraï de Transbaïkalie
Ville de Tchita
- Échangeur entre  et  à Tchita, km 0

Raïon de Tchita
- Carrefour giratoire avec la route 76A-138 (Oulan-Oudé — Romanovka — Tchita) à Ougdan, km 7
- Aire de service , km 7
- Carrefour giratoire avec le Kaprovski Trakt à Smolenka, km 10
- Intersection vers l', km 28
- Rivière Nikishikha, village de Nikishikha, km 29
- Rivière Boytsy, km 30
- Rivière Kroutchina, village de Tankha, km 53
- Aire de service , km 57
- Intersection  vers Novotroitsk, km 57
- Rivière Vereya, km 60

Raïon de Karymskoïe, km 81
- Intersection avec 76K-062 vers Ouroulga, km 109
- La route entre Naryn et Verkhnyaïa Talatcha.Naryn Talatcha, km 126
- Verkhnyaïa Talatcha, km 135

Raïon de Tchilka, km 157
- Srednyaïa Kiya, km 185
- Rivière Kiya, km 187
- Bogomyagkovo, km 199
  -  Aire de service

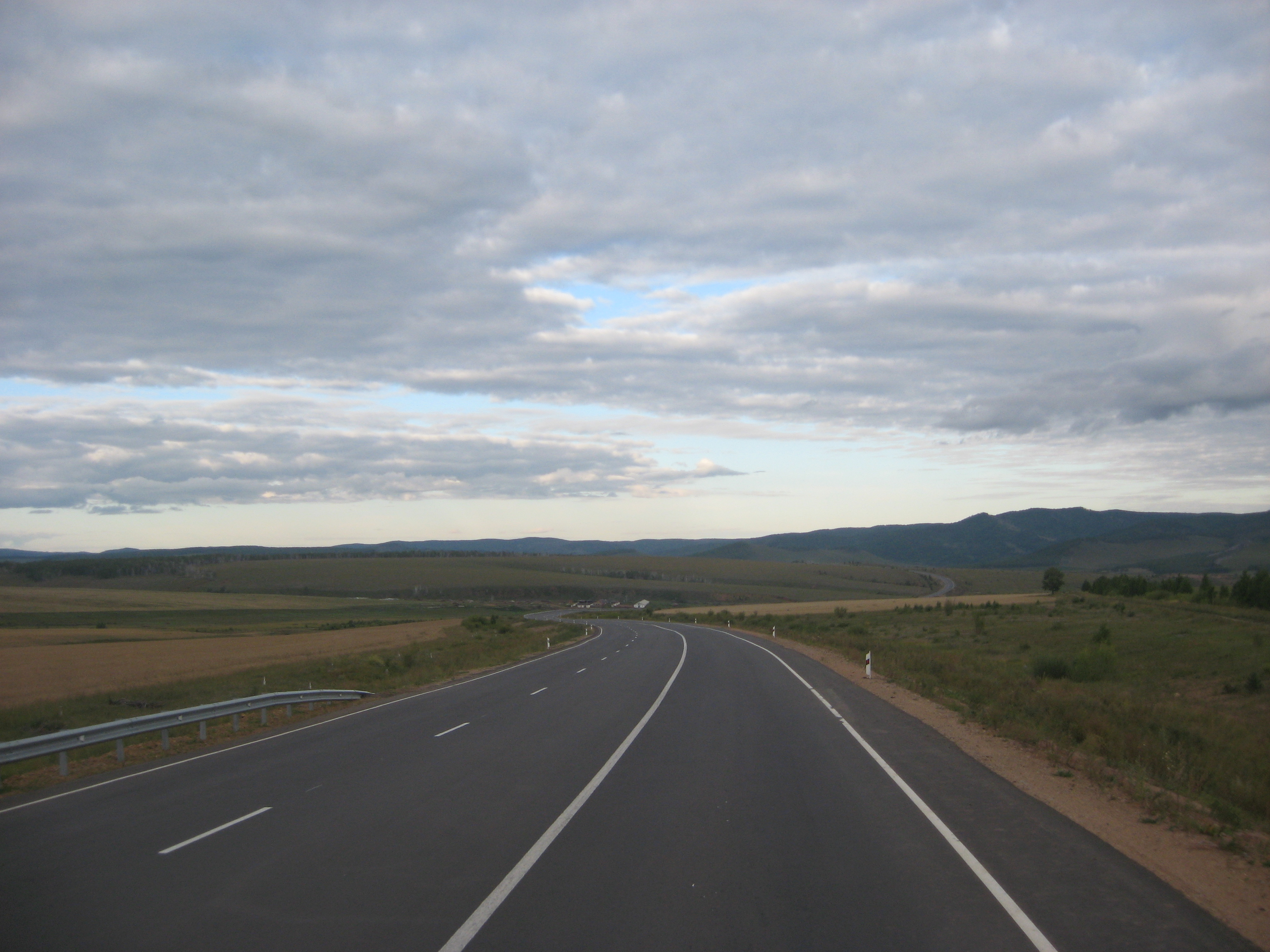
La route entre Naryn et Verkhnyaïa Talatcha.

- Intersection avec la 76H-134 vers Mitrofanovo, km 200
- Intersection avec la 76K-022 vers Verchino-Darassounski et la route vers Chilka, km 210
- Ostrovski, km 218
- Novoberezovskoïe, km 226

Raïon de Nertchinsk, km 230
- Intersection vers Olinsk, km 242

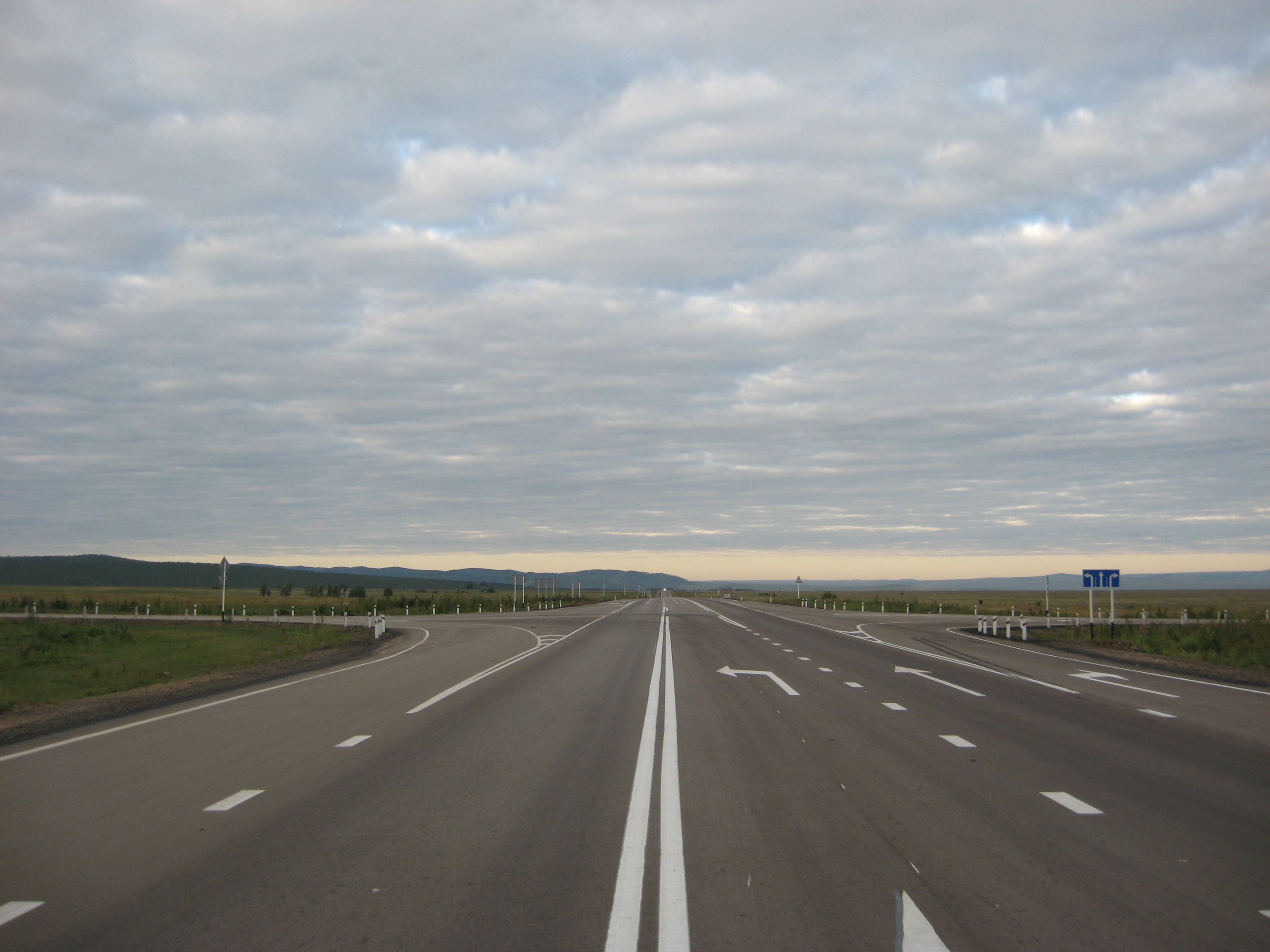
La R297 au croisement vers Nertchinsk

- Rivière Nertcha, km 242
- Znamenka, km 243
- La R297 au croisement vers Nertchinsk Intersection avec la 76K-074 vers Nertchinsk, km 251

Raïon de Tchernychevsk, km 258
- Rivière Olov, village de Bagoulny, 288
- Rivière Kuenga, km 305
- Tchernychevsk (entrée), km 308
  -  Intersection avec la 76H-131 vers Boukatchatcha, km 309
  -  Aire de service , km 311
- Sortie de Tchernychevsk, km 313
- Pont par-dessus le Transsibérien, km 351
- Rivière Aleour, km 351
- Intersection avec la route vers Jirken, km 351
- Intersection vers Aksionovo-Zilovskoïe, km 378
- Rivière Oundourga, km 425
- Intersection vers Oust-Karsk, km 426

Raïon de Mogotcha, km 445
- Rivière Tchornaïa, km 479
- Intersection vers Sbega, km 480
- Intersection vers Ksenyevka, km 516
- Intersection vers Koudetcha et Davenda, km 542
- Rivière Bogouzia, km 558
- Intersection vers Kliouchevskii, km 570
- Intersection vers Mogotcha,  Aire de repos , km 587Vue depuis la R297 de la route vers Mogotcha à l'automne 2015.
- Taptougary, km 613
- Semiozernyi,  Aire de service , km 635

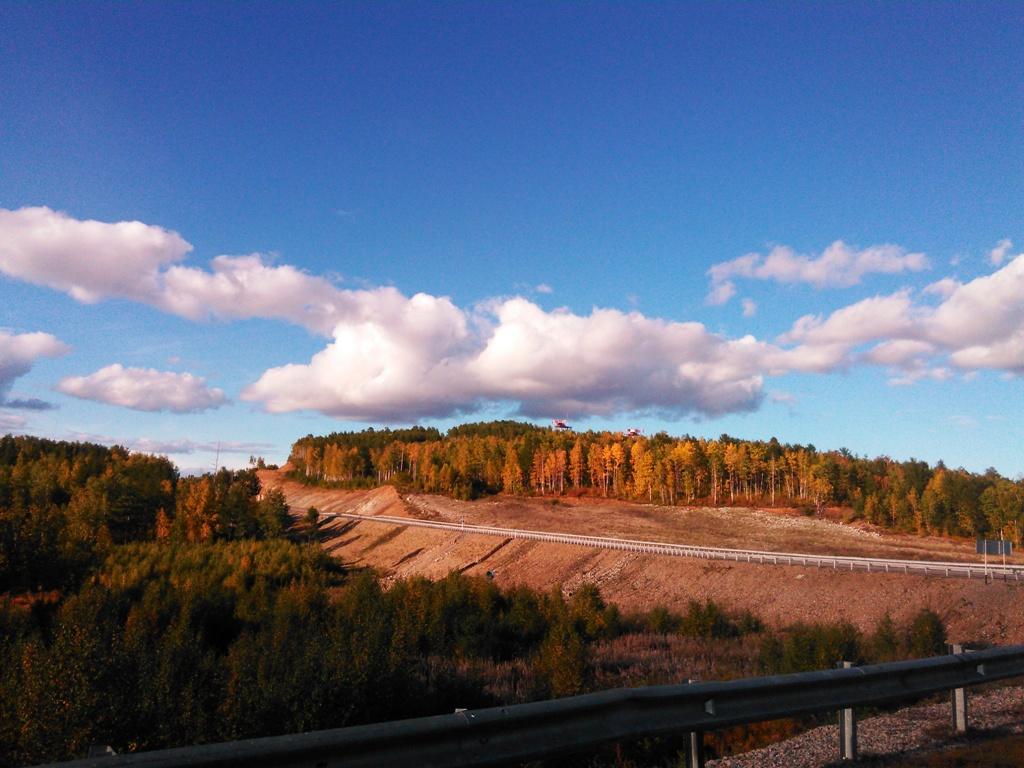
Vue depuis la R297 de la route vers Mogotcha à l'automne 2015.

- Intersection vers Amazar,  Aire de service , km 676
- Rivière Amazar, km 618
- Transsibérien, km 720
- Aire de repos , Stèles de bienvenue du Kraï de Transbaïkalie et de l'Oblast de l'Amour, km 741

### Oblast de l'Amour
Raïon de Skovorodino, km 796
- Intersection vers Erofeï Pavlovitch,  Aire de service , km 827
- Transsibérien, km 867
- Rivière Ouroucha, km 890
- Intersection vers Madalan, km 926
- Rivière Oldoï, km 929
- Oldoï, km 938
- La route vers Takhtamydga en hiver Intersection vers Takhtamygda, km 943
- Intersection avec la 10K-201 vers Bam, km 948
- Transsibérien, km 956

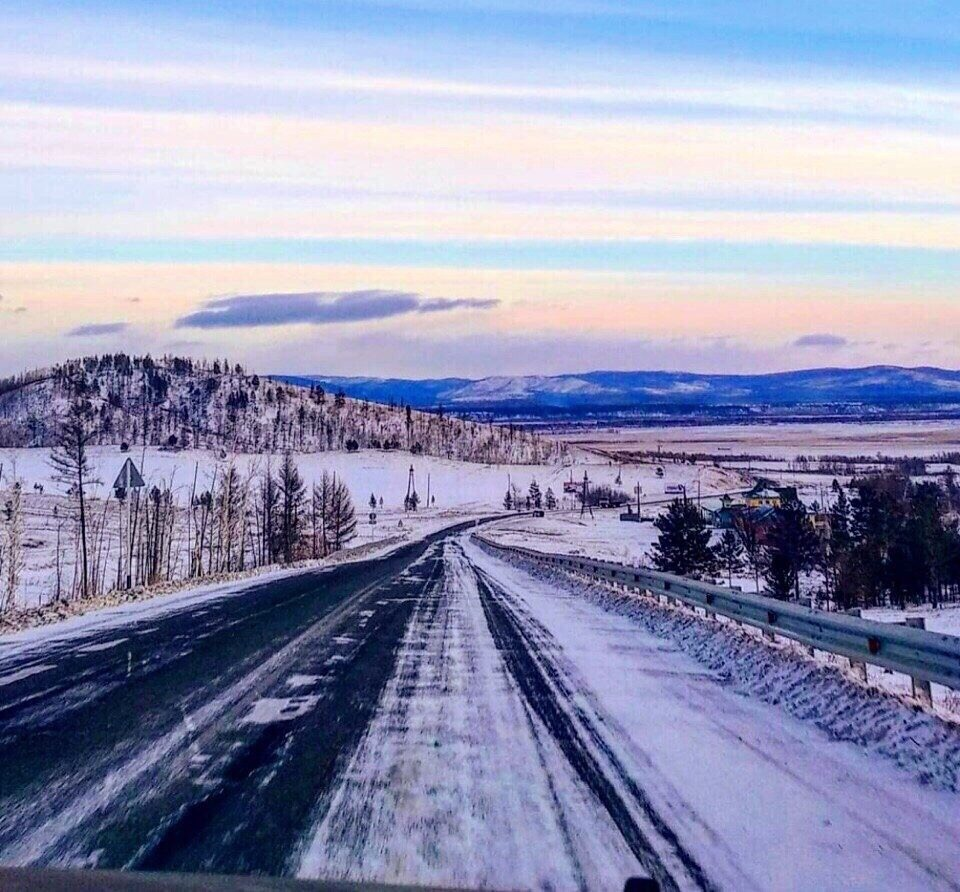
La route vers Takhtamydga en hiver

- Intersection avec l'A361 vers Skovordino et Djalinda, km 965
- Intersection vers Skovordino, km 976
- L'échangeur avec l'A360 en plein milieu de la taïga. Échangeur entre  et , vers Iakoutsk et Never, km 992
- Taldan, km 1058

Raïon de Magdagatchi, km 1090
- Goudachi, km 1093

- Gonja, km 1108

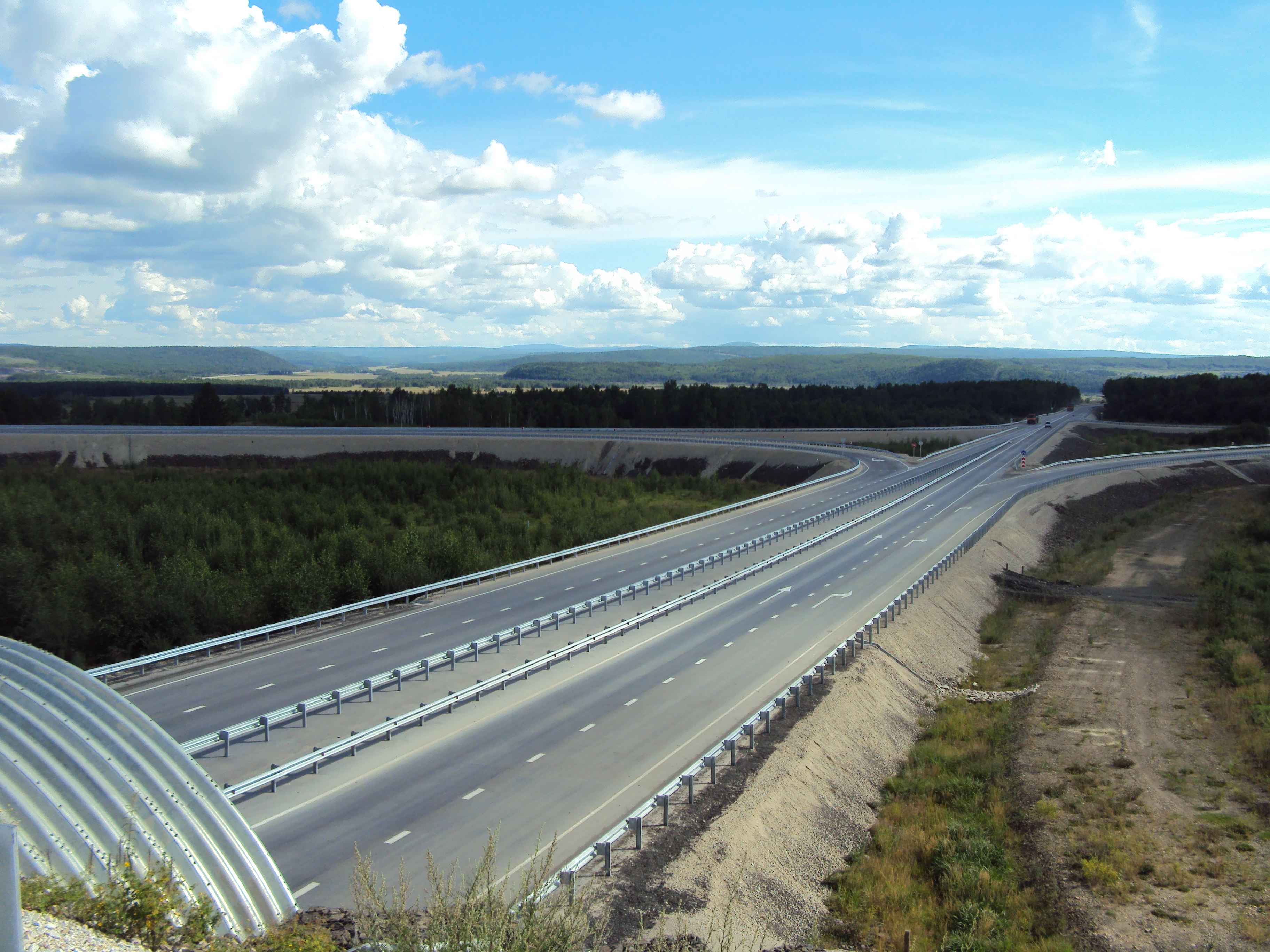
L'échangeur avec l'A360 en plein milieu de la taïga.

- Intersection avec la 10K-116 vers Magdagatchi, km 1141
- Intersection vers Daktouy, km 1174
- Intersection avec la 10K-59 vers Tygda et Zeïa, km 1197
- Intersection vers Tchalgany, km 1228
- Intersection vers Ouchoumoun, km 1245
- Intersection vers Sivaki, km 1270

Raïon de Chimanovsk, km 1295
- Intersection vers Moukhino, km 1331
- Échangeur entre  et 10K-241 vers Chimanovsk, km 1368
- Aire de service , km 1370
- Intersection vers Seletkan, km 1387

Raïon de Svobodny, km 1407
- Sortie sur la 10K-113 vers Tsiolkovski, km 1413
- Sortie vers Nijnie Bouzouli, km 1430
- Intersection avec la 10K-100 vers Svobodny et Blagovechtchensk (via la 10K-021), km 1446

Raïon de Mazanovo, km 1452
- Pont sur la rivière Zeïa, km 1452
  -  Aire de repos
- Sortie sur la 10K-27 vers Novokievsky Ouval et Emiktchan, km 1454

Raïon de Serychevo, km 1468
- Sortie sur la 10K-221 à Ukrainka vers Seryshevo, km 1488
- Borispol, km 1500
- Intersection avec la 10K-14 vers Belgorka, km 1514

Raïon de Belogorsk, km 1516
- Pont sur la rivière Tom, km 1516
- Pont sur la rivière Tom, km 1518
- Intersection avec la 10K-011 vers Belogorsk, km 1520
- Intersection avec la route vers Blagovechtchensk,  Aire de service , km 1522
- Amourskoïe,  Aire de service , km 1536

Raïon de Romny, km 1554
- Sortie sur la 10K-203 vers Pozdeevka et Romny, km 1588

Raïon d'Octobre, km 1569
- Intersection avec la 10K-142, km 1576
- Pribrejny, km 1591
- Sortie sur la 10K-141 vers Ekaterinoslavka, km 1598
- Romanovka, km 1600
- Intersection vers Maryanovka, km 1609

Raïon de Zavitinsk, km 1619
- Pont sur la rivière Zavitaïa, km 1619
- Intersection vers Boldyrevka, km 1630
- Aire de service , km 1630
- Intersection avec la 10K-047 vers Zavitinsk et Poyarkovo, km 1631

Raïon de la Boureïa, km 1646
- La R297 vers Rodionovka.Rodionovka, km 1658
- Intersection avec la 10K-112 vers Talakan, km 1662
- Doldykan, km 1673

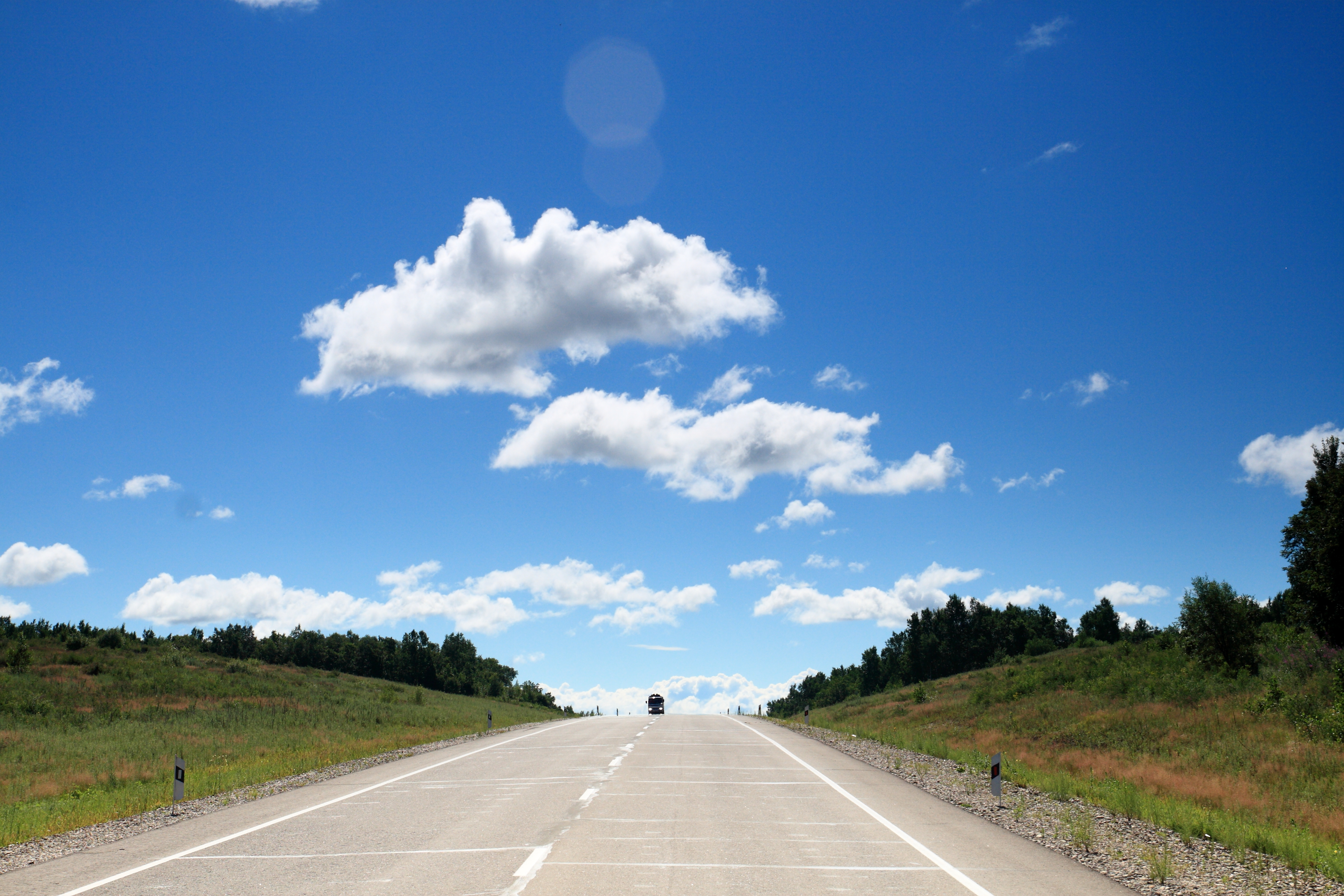
La R297 vers Rodionovka.

- Novobureiskii, Nikolaevka, km 1684Stèle "Moscou-Vladivostok" à Nikolaïevka
- Rivière Boureïa, km 1688

Raïon d'Arkhara, km 1689
- Intersection avec la 10K-041 vers Domikan, km 1692
- Intersection avec la 10K-004 vers Arkhara, km 1734
- Rivière Arkhara, km 1737
- Zarechnoïe, km 1738

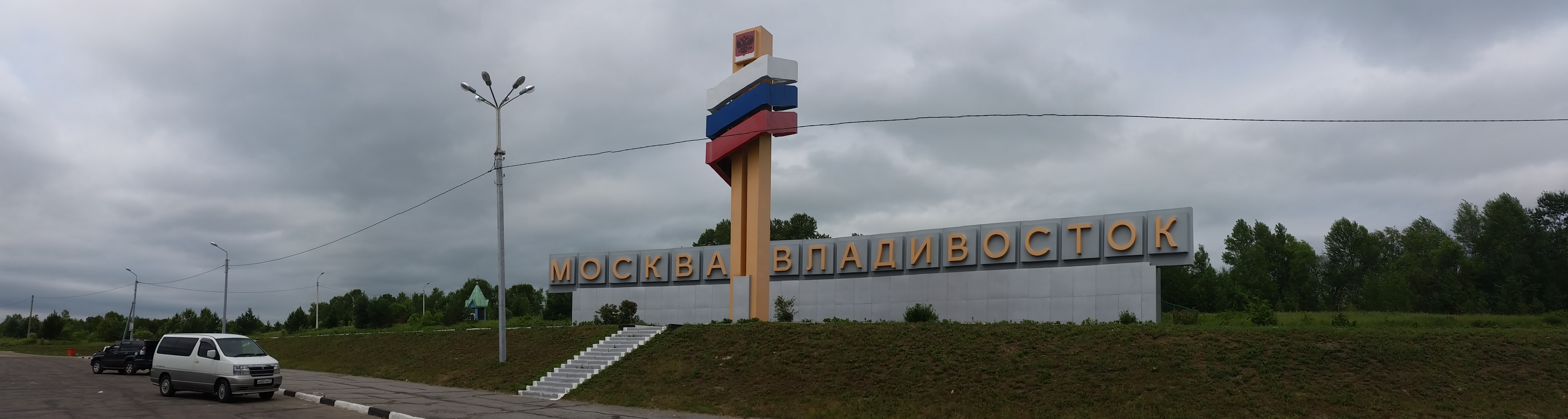
Stèle "Moscou-Vladivostok" à Nikolaïevka

- Intersection vers Ratchi, km 1757
- Intersection vers Koundour,  Aire de repos , km 1795
- Transsibérien, km 1808
- Aire de repos , Stèles de bienvenue de l'Oblast de l'Amour et de l'Oblast autonome Juif, km 1810
- Rivière Khingan, km 1810

### Oblast Autonome Juif

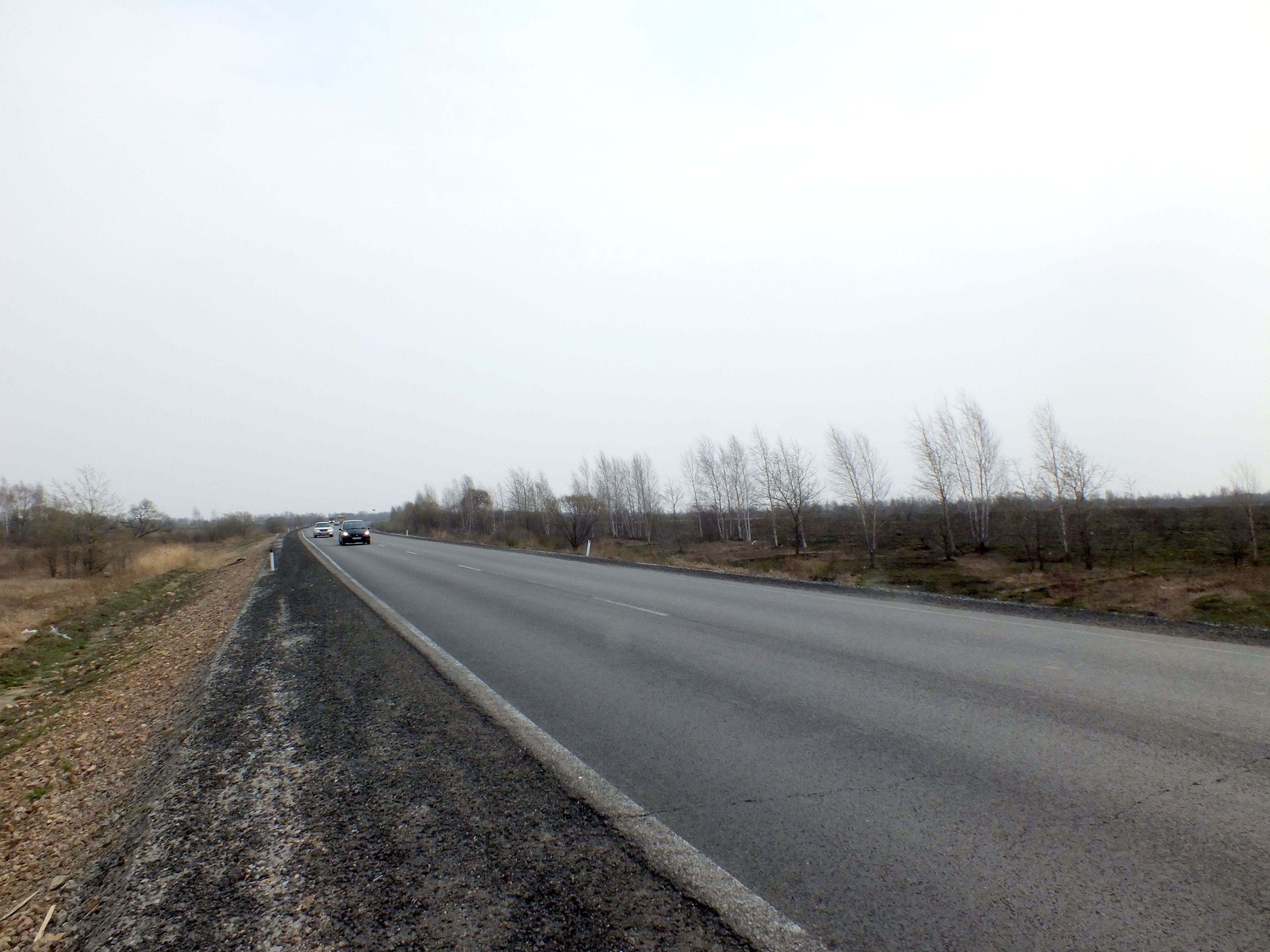
La route près de Primarouski

Raïon d'Obloutchie
- Intersection avec la 99K-7 vers Pachkovo,  Aire de service , km 1814
- Yadrino, km 1821
- Obloutchie, km 1824
- Oudarny, km 1830
- Izvestkovyi, 1866
- Dvouretchye, km 1870
- Intersection avec la 99K-6 vers Kouldour et Birakan, km 1879
- Teplozersk (entrée), km 1893
- Transsibérien, sortie de Teplozersk, km 1898
- Londoko, km 1907La R297 à Londoko.
- Boudoukan, km 1921
- Bira, km 1940
- Semistochny, km 1955

Raïon de Birobidjan, km 1969
- Aire de repos , km 1972
- Aire de service , km 1975

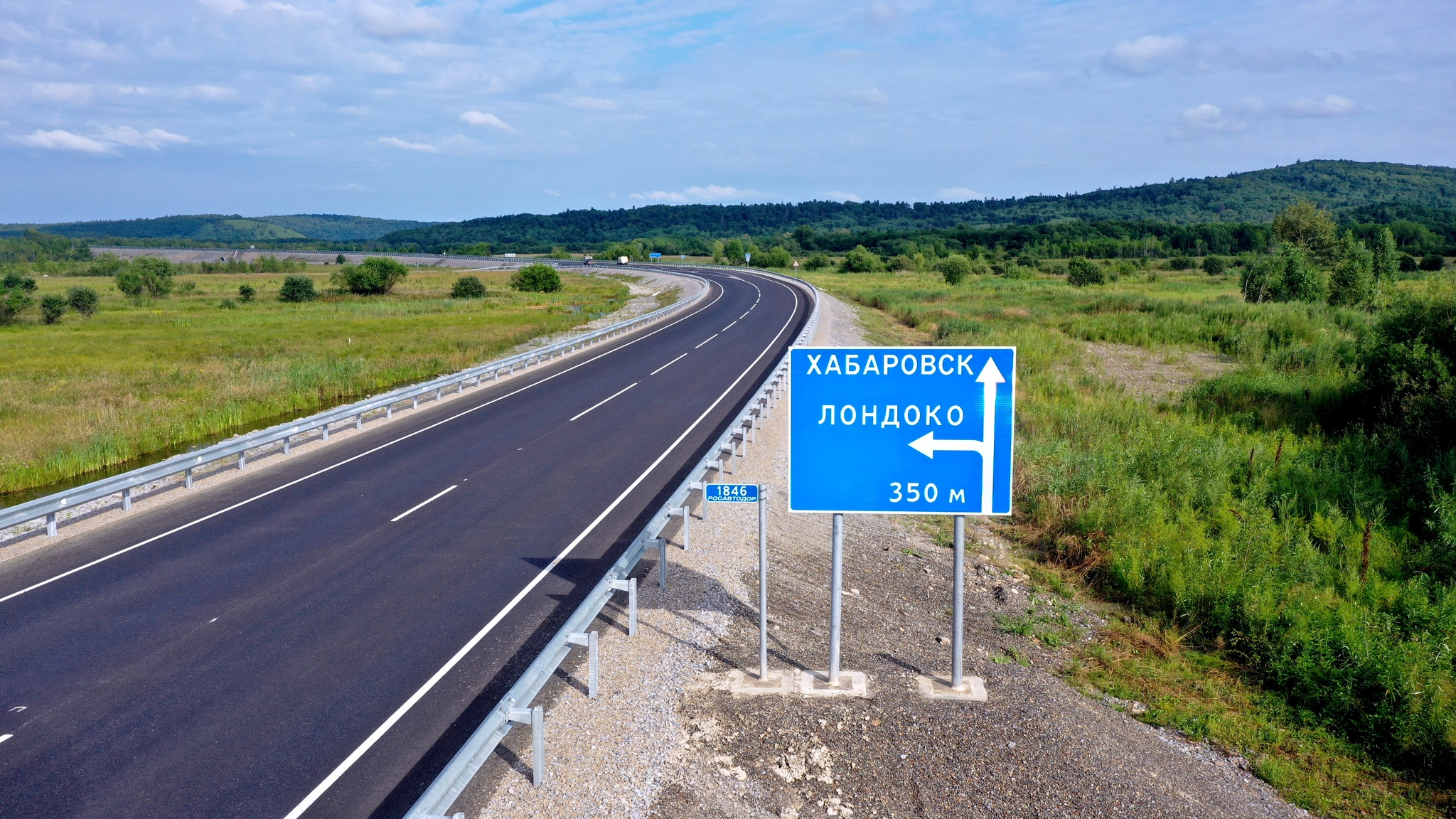
La R297 à Londoko.

- Intersection avec la 99K-13 vers Birobidjan-ouest, à Kirga, km 1975
- Intersection avec la 99K-11 vers Birobidjan-centre, km 1990

Raïon de Smidovitch, km 2004
- Intersection avec la 99K-12 vers Birobidjan-est, km 2006
- Aire de service , km 2006
- Aour, km 2034
- Belogorskoïe,  Aire de service , km 2059
- Smidovitch, km 2063
- Intersection vers Pestchanoïe,  Aire de service , km 2069
- Olgokhta, km 2094
- Partizanskoïe, km 2119
- Volotchaïevka-1, km 2121
- Ponts sur la ligne de chemin de fer allant du Transsibérien à Komsomolsk-sur-l'Amour, km 2128
- Kamychovka,  Aire de service , km 2131
- Dejnyovka, km 2138
- Klioutchevoïe, km 2141
- La route près de PrimarouskiNikolaïevka, km 2145

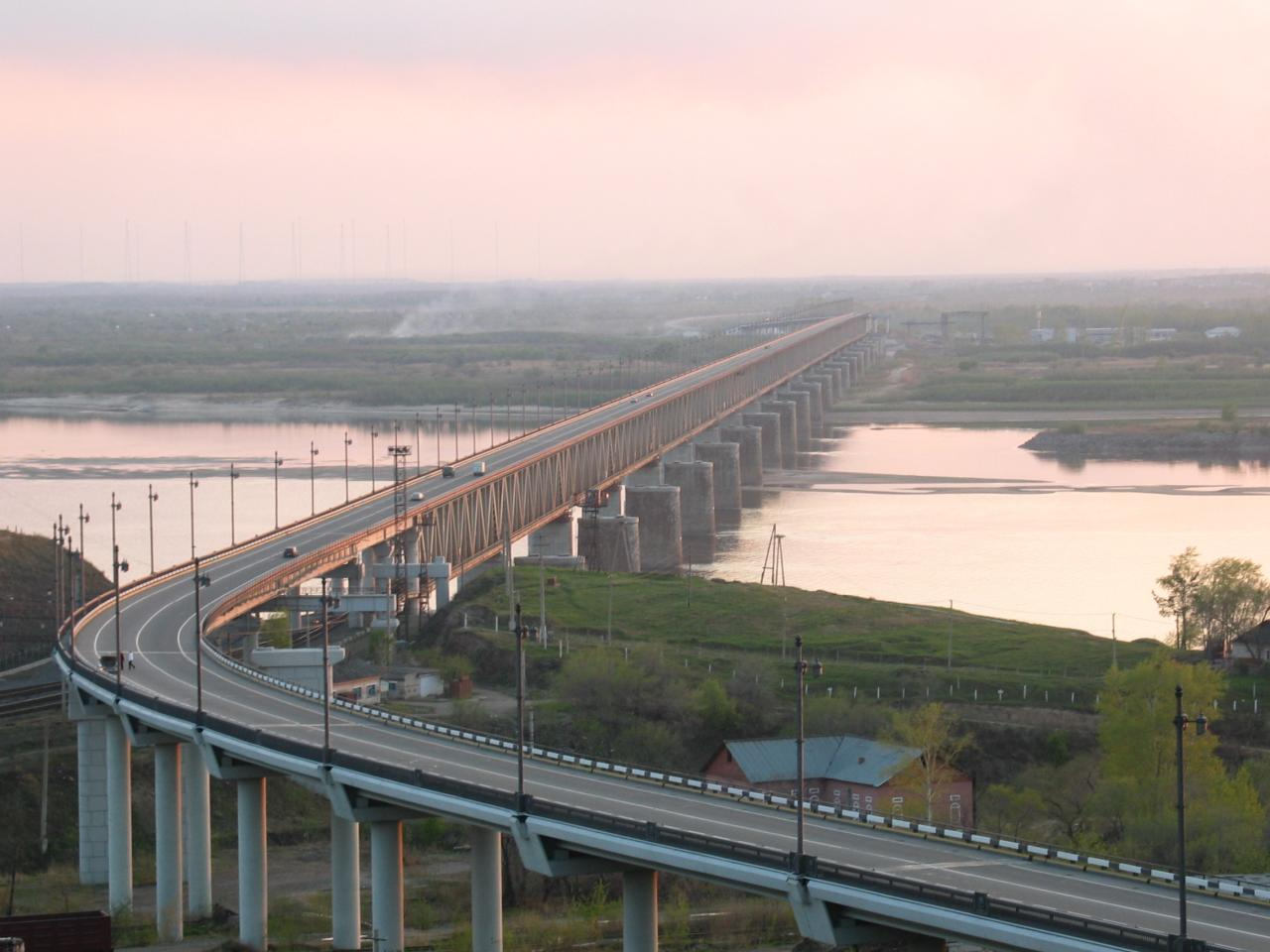
Le Pont de Khabarovsk

- Priamourskii,  Aire de service , km 2153
- Transsibérien, km 2154
- Imeni Telmana, km 2158
- Le Pont de Khabarovsk Début du Pont de Khabarovsk sur l'Amour, km 2160

### Kraï de Khabarovsk
Ville de Khabarovsk, raïon de Khabarovsk, km 2162
- Fin du Pont de Khabarovsk, km 2164
- Ligne du tunnel ferroviaire de l'Amour, km 2164
- Aire de service , km 2165
- Échangeur entre , 08-A22 et les rues Trekhgornaïa et Tikhookeanskaïa. La 08A-22, qui devient en suite le contournement de Khabarovsk se connecte aux routes ,  et A376. Km 2165, fin[10].

### Note sur le kilométrage
La route subit d'importantes rénovations chaque année, le nombre de kilomètres est donc variable. L'itinéraire n'est pas exhaustif. La concordance kilométrique est rompue entre la Transbaïkalie et l'oblast de l'Amour, passant subitement du pk 741 au pk 796. Les distances et points kilométriques ont été calculées via Yandex.

## Galerie

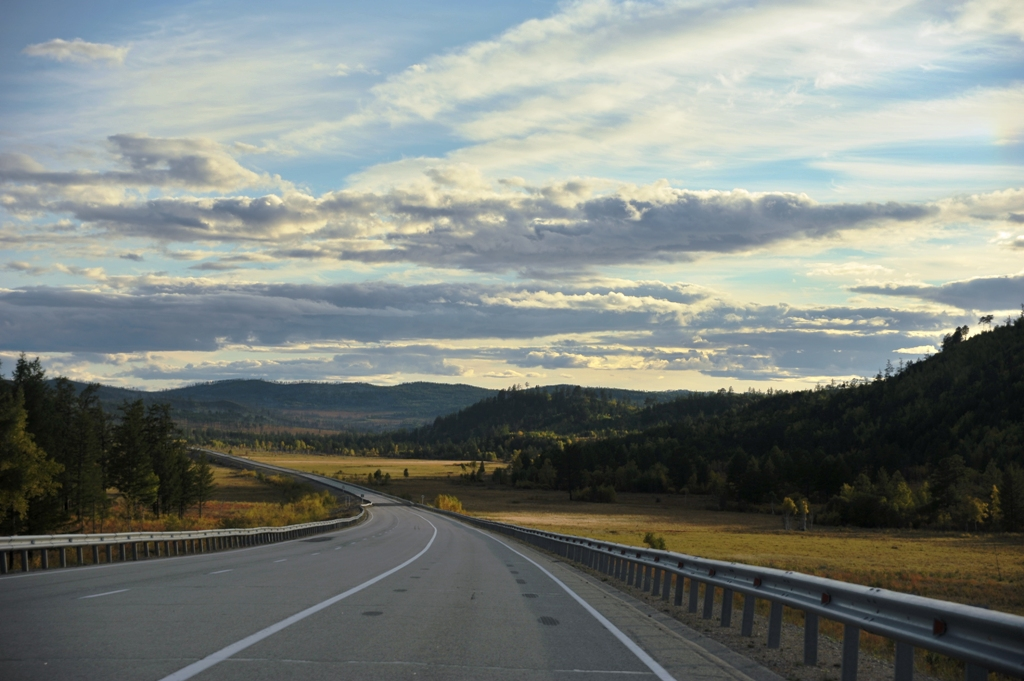
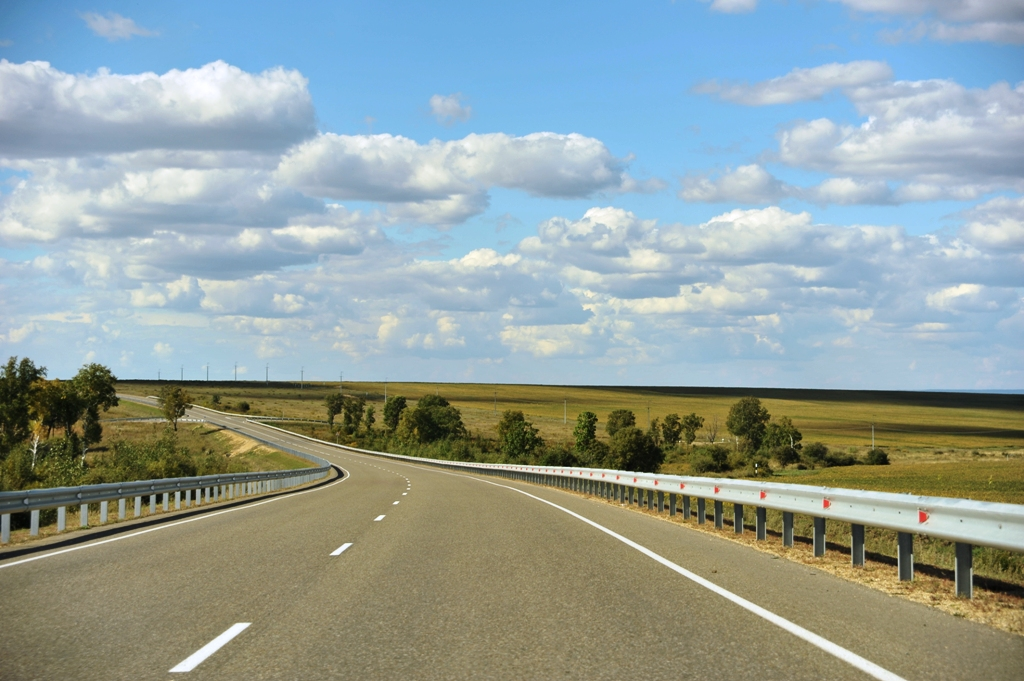
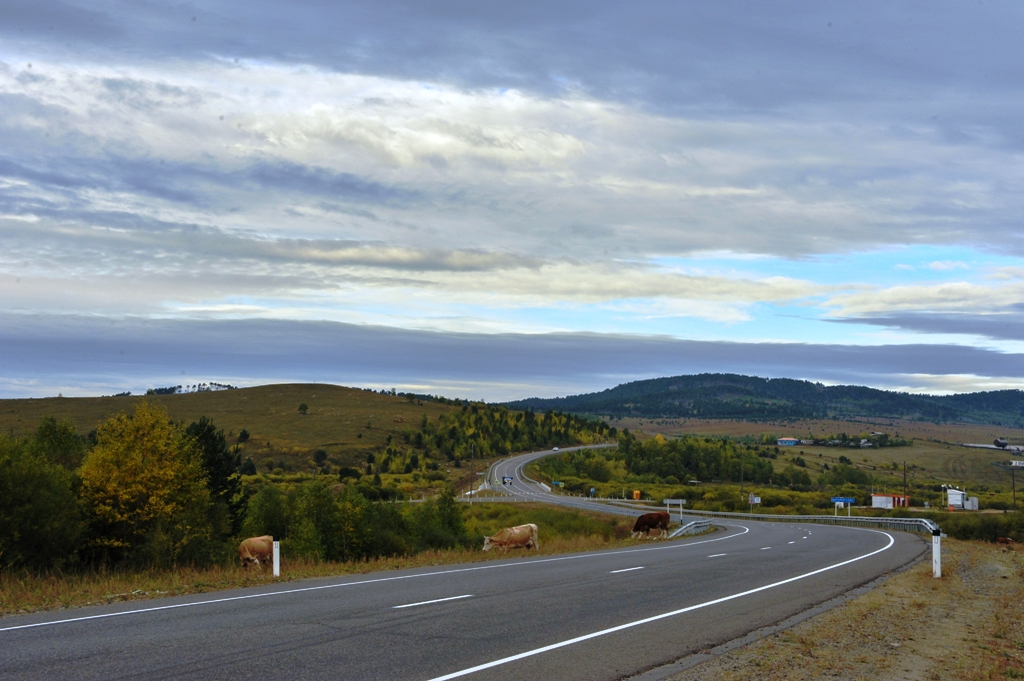